# Harold e Maude
Harold e Maude (Harold and Maude) è un film del 1971 diretto da Hal Ashby.
Nel 1997 è stato scelto per la conservazione nel National Film Registry della Biblioteca del Congresso degli Stati Uniti.

## Trama
Harold è un agiato diciottenne, stanco della vita, che passa le sue giornate a recarsi a funerali di persone che non conosce e ad inscenare finti suicidi per terrorizzare (con scarso successo) la madre. Ad un funerale conosce Maude, un'anziana donna prossima all'ottantesimo compleanno. Maude, che ha alle spalle un avventuroso passato in Europa, vive nell'amore incondizionato del "grande ciclo della vita", tutto il contrario di Harold, costretto dalla figura pressante della madre ad una vita da incompreso. Insieme vivono piccole avventure, che suscitano in Harold un nuovo entusiasmo e lo arricchiscono interiormente. Nasce tra i due un tenero e intenso rapporto d'amicizia, che presto si tramuta in amore, quando i due passano una notte insieme.
Profondamente innamorato, Harold è deciso a convolare a nozze con l'anziana donna, e il giorno del suo ottantesimo compleanno, le organizza una festa a sorpresa. Maude, però, ha preso dei barbiturici per porre fine alla sua vita poiché, come già aveva velatamente dichiarato a Harold, le sembra un'età appropriata per morire. La corsa in ospedale è vana. Harold rimane così solo e finge il suo ultimo suicidio, scagliando la propria automobile da un'alta scogliera. Egli ha ormai fatto sua la lezione di vita di Maude e si allontana dal precipizio ballando e suonando il banjo regalatogli dall'amata.

## Produzione
Lo studente della UCLA School of Theater Colin Higgins scrisse il copione di Harold and Maude come sua tesi di laurea. Mentre stava lavorando con Edward Lewis, Higgins mostrò la sceneggiatura alla moglie di Lewis, Mildred. Questa rimase così impressionata che disse al marito di farla vedere al dirigente della Paramount Stanley Jaffe. Higgins vendette la sceneggiatura convinto che avrebbe diretto il film, ma gli fu detto che non era pronto, dopo che le prove che aveva girato si rivelarono insoddisfacenti per i capi dello studio. Ashby si sarebbe impegnato a dirigere il film solo dopo aver ottenuto la benedizione di Higgins e poi, in modo che Higgins potesse guardarlo e imparare da lui sul set, lo volle come co-produttore.
Ashby ritenne che l'attrice che doveva interpretare Maude dovesse idealmente essere europea e nel suo elenco di possibili attrici incluse Peggy Ashcroft, Edith Evans, Gladys Cooper e Celia Johnson, come anche Lotte Lenya, Luise Rainer, Pola Negri, Minta Durfee ed Agatha Christie. Ruth Gordon aggiunse inoltre, di avere sentito che Edwige Feuillère, Elisabeth Bergner, Mildred Natwick, Mildred Dunnock e Dorothy Stickney erano state anch'esse prese in considerazione.
Per la parte di Harold, in aggiunta a Bud Cort, Ashby prese in considerazione degli attori promettenti ma sconosciuti al pubblico, Richard Dreyfuss, Bob Balaban e John Savage. Inoltre sulla sua lista figuravano anche John Rubinstein, per il quale Higgins aveva scritto la parte, e il musicista britannico Elton John, che Ashby aveva visto dal vivo e sperava si sarebbe occupato anche della colonna sonora per il film. Anne Brebner, la direttrice del casting, fu sul punto di essere scritturata per il ruolo della madre di Harold, quando Vivian Pickles fu per breve tempo indisponibile.
Le riprese ebbero inizio alla fine del dicembre 1970 e si conclusero nella metà del marzo 1971. Si svolsero prevalentemente tra San Francisco, San Mateo e Palo Alto, in California.

## Colonna sonora
La colonna sonora è composta da canzoni già edite nei primi tre album di Cat Stevens e da due brani inediti che per molti anni non saranno pubblicati su disco: Don't Be Shy, canzone che apre il film, e If You Want To Sing Out, Sing Out, cantata anche da Maude durante il film.
I brani appariranno per la prima volta nel disco Footsteps in the Dark: Greatest Hits, Vol. 2 del 1984 e in tutte le successive raccolte dedicate all'artista.

## Accoglienza
All'epoca della sua uscita nelle sale, Harold e Maude fu accolto da recensioni contrastanti, con molti critici che si dissero offesi dallo humor macabro del film. Roger Ebert diede al film un giudizio di 1 stelletta e mezzo su quattro. Egli scrisse, "e quindi quello che otteniamo, alla fine, è un film di atteggiamenti. Harold è la morte, Maude la vita, e riescono a far sembrare le due cose così simili che la vita difficilmente vale la pena. Lo stile visivo fa sembrare tutti manichini del museo delle cere, e tutto ciò che manca al film sono un sacco di gardenie, gigli e rose di un giorno nella hall, che riempiono il posto di un odore dolce e stucchevole. Niente altro da segnalare oggi. Harold non è nemmeno un becchino."
Anche Vincent Canby del The New York Times stroncò il film, scrivendo che gli attori "sono così aggressivi, così inquietanti e scoraggianti, che sembra proprio che Harold e Maude siano ovviamente fatti l'uno per l'altra, un punto che il film stesso rifiuta di riconoscere con un finale inaspettato che tradisce, credo, le sue pretese di affermazione della vita."
Da allora la reputazione del film è aumentata notevolmente. Sul sito aggregatore di recensioni Rotten Tomatoes, il film ha un indice di gradimento dell'86% sulla base di 50 recensioni, con una valutazione media di 7,8/10. Il consenso dei critici del sito web recita: "La commedia di Hal Ashby è troppo oscura e contorta per alcuni, e occasionalmente oltrepassa i suoi limiti, ma non si possono negare il caldo umorismo e il grande cuore del film".

## Citazioni
- Nel film Tutti pazzi per Mary la protagonista Cameron Diaz lo cita come suo film preferito.
- Nel film Charlie Bartlett vi sono vari riferimenti più o meno espliciti, come ad esempio nella scena finale, in cui una dei protagonisti intona If You Want to Sing Out, Sing Out.
- Nella serie televisiva Six Feet Under, nell'ultimo episodio della prima stagione, una delle protagoniste femminili lo definisce un "film bellissimo".
- Nell'episodio 8 della terza stagione de La tata viene chiesto a Brighton se ha mai visto il film mentre la tata e l'amica si lamentano di non trovare un ragazzo con i soldi.
- Nel video del brano Don't Cry dei Guns N' Roses c'è la citazione del finale del film.
- Nel finale del brano Marion, contenuto nell'album Deliberate Revolver della band hardcore statunitense Excide è presente un sample della frase "the earth is my body, my head is in the stars" pronunciata da Maude in una scena del film.